# 毛如柏
毛如柏（1938年—），江苏扬州人。中华人民共和国政治人物。
早年就学于江苏省扬州中学；1955年考入南京大学气象系，后供职于西藏自治区气象局。1984年，担任局长、后改任中共西藏自治区党委副书记。1993年，任中华人民共和国建设部副部长。1997年，改任中共宁夏回族自治区党委书记。次年兼任宁夏回族自治区人大常委会主任。2002年，转任全国人民代表大会环境与资源保护委员会副主任、主任。